# Aides à la presse en France
Le système des aides à la presse en France, né en 1796 avec l'instauration de tarifs postaux privilégiés, a été progressivement mis en place pour tenter de favoriser un certain pluralisme du paysage médiatique, donnant ses chances aux nouveaux titres et un choix réel aux lecteurs.
Le dispositif général des aides publiques à la presse a débuté il y a plus de 200 ans, contribuant à l'histoire de la presse écrite. La plus importante en volume comme en diversité est l’aide postale, qui remonte à la période de la Révolution française. D’autres mesures s’y sont progressivement ajoutées pour encourager la diffusion, la défense du pluralisme, et plus récemment la diversification vers la production multimédia des entreprises de presse.
Le rapport Brachard, préalable à l'adoption à l'unanimité en 1935 de la loi Brachard sur le statut de journaliste professionnel, faisait remarquer que « les Chambres françaises, ayant eu, à plus d'une reprise, à prendre, en faveur de l'industrie des journaux, des mesures exceptionnelles, qui constituent de véritables privilèges, il est équitable qu'elles entendent l'appel que leur adressent les journalistes par la voie de leurs associations professionnelles unanimes ».
Le ministère de la culture distingue traditionnellement les aides directes (à la diffusion ou au pluralisme) et les aides indirectes (fiscales et sociales).

## Historique
Après qu’en 1796, le Directoire impose une taxe sur les envois postaux, la loi du 4 thermidor an IV reconnaît à la presse un tarif postal privilégié. Supprimé sous le Consulat par Napoléon, ce régime est rétabli en 1930 au profit des journaux, écrits et périodiques publiés dans un but d’intérêt général.

## Différentes formes d'aides

### Les aides directes
Le Fonds stratégique pour le développement de la presse et l'Aide à la Diffusion sont des aides directes de l'État à la presse. Les éditeurs de presse demandeurs d'aides financières doivent signer et respecter une convention-cadre.
Le Fonds stratégique pour le développement de la presse est créé décret du 13 avril 2012 modifié par un autre décret du 26 août 2016. Il permet d’accorder des subventions ou des avances remboursables aux projets des services de presse en ligne, des entreprises éditrices de presse imprimée et des agences de presse. Les aides sont accordées par le directeur général des médias et des industries culturelles. Un comité d'orientation, créé pour cinq ans et présidé par un haut fonctionnaire, émet un avis sur les décisions d'attribution de subvention.

### Les aides postales
Les articles D18 à D27 du code des postes et des communications électroniques prévoient que la presse bénéficie de tarifs postaux préférentiels pour son acheminement et sa distribution par La Poste. La grille tarifaire prend en compte le poids des publications, l’urgence et le degré de préparation des expéditions.
Un abattement s’applique aux quotidiens et aux hebdomadaires présentant un caractère d’information politique et générale (IPG). Les quotidiens nationaux à faibles ressources publicitaires et les quotidiens locaux à faibles ressources de petites annonces bénéficient aussi d’une réfaction supplémentaire. La Poste, le gouvernement et les éditeurs ont signé le 23 juillet 2008 un protocole d’accord sur l’acheminement des abonnements de presse par voie postale.

### Les cotisations sociales des colporteurs et dans les agences de presse
L’arrêté du 26 mars 1987 prévoit qu’un abattement de 20 % est appliqué aux taux de cotisations de sécurité sociale « dues par les agences ou entreprises de presse au titre de l’emploi des journalistes professionnels et assimilés mentionnés à l’article L. 311-3-16° du code de la sécurité sociale », c’est-à-dire aux journalistes au sens de l’article L. 761-2 du code du travail.
Les cotisations sociales des colporteurs de presse bénéficient aussi d'un régime destiné à encourager le portage des journaux, très développé aux États-Unis ou dans les pays d'Europe du Nord. Depuis la loi no 91-1 du 3 janvier 1991, le montant des cotisations de sécurité sociale dues par les vendeurs-colporteurs et les porteurs de presse est assis sur une assiette forfaitaire. Un arrêté du 30 juillet 1996 a fixé celle-ci à 4 % du plafond journalier de la sécurité sociale.

### Les impôts des journalistes
Au même moment que l'adoption de la Loi Brachard de 1935 instituant un statut du journaliste professionnel, les députés ont voté en 1934 l'allocation pour frais d'emploi des journalistes : un calcul du revenu imposable intégrant une déduction de 30 % des revenus bruts, pour les titulaires de la carte de presse, jusqu'à ce que le gouvernement d'Alain Juppé la supprime en 1996.
En 1998, sous le gouvernement de Lionel Jospin, un nouveau système a été mis en place, permettant à chaque journaliste de déduire de son revenu réel, pour établir son revenu imposable (revenu fiscal de référence), une somme forfaitaire plafonnée à 7 650 €, une aide catégorielle directe qui officiellement correspond aux dépenses spécifiques liées au travail de journaliste (article 81 du Code général des impôts). Pour un journaliste confirmé, gagnant 3 000 euros nets par mois (3 700 bruts), soit 36 000 euros par an, cette déduction diminue son revenu imposable de 18 %. S'il a deux enfants et subit un taux d'imposition d'un dixième de son revenu, l'avantage fiscal représente 1,8 % de son revenu annuel, soit environ 600 euros par an. En 2007, il y avait 37000 titulaires de la carte de presse, dont un quart de pigistes. Cette aide à la presse représente environ 20 millions d'euros par an, soit un peu plus de 1 % du total des aides à la presse.
Cet abattement a pour effet direct que de nombreux journalistes sont bénéficiaires de la prime pour l'emploi. En effet, les deux critères de cette prime sont de travailler (nombre d'heures) et d'avoir un faible revenu fiscal de référence (RFR), or ce RFR est fortement diminué par l'abattement. De même, un faible RFR est un critère indispensable pour bénéficier de nombreuses prestations sociales (allocations familiales, Cesu, logement social, livret d'épargne populaire...).

### Les aides à la presse française à l'étranger
Le fonds d’aide à la distribution et à la promotion de la presse française à l’étranger est le successeur d'un ancien fonds d'aide créé à la fin des années 1950 (lui-même revu en 1991). Il permet de faciliter la publication des quotidiens et périodiques français hors de l'hexagone. Ce fonds, initialement mis en place pour 5 ans, a été prolongé 2 fois (en 2010 et 2011) et ne devrait être reconduit ensuite.

### Les aides à la presse en ligne
Le fonds d’aide au développement des services de presse en ligne créé en 2004, et refondu après les États-Généraux de la presse en 2009, a pour objet l’octroi d’aides pour la réalisation de projets de développement de services de presse en ligne. Cette aide dépend de l'accord d'une commission spécifique, opérant dans le cadre de ce fonds, alors que le service de presse en ligne doit être reconnu par la commission paritaire des publications et agences de presse (CPPAP). Il faut une part significative en langue française ou dans une langue régionale en usage en France, ou contribuer au rayonnement de la pensée et de la recherche scientifique françaises.
L’éditeur peut demander à bénéficier d’une subvention, d’une avance remboursable ou d’une aide composée d’une subvention et d’une avance remboursable. Pour chaque projet, la subvention accordée est plafonnée à 40 % des dépenses éligibles et l’avance remboursable à 50 %. Pour les services de presse en ligne présentant un caractère d’information politique et générale, ces taux sont respectivement majorés à 60 % et 70 %.
Depuis février 2014, la presse en ligne bénéficie du taux super réduit de TVA de la presse écrite : 2,1 %.

## La réglementation et le paritarisme
Le souci de favoriser le renouvellement et la diversité de la presse, justification des aides à la presse, s'est retrouvé dans la création d'organismes paritaires en 1936, comme le Comité des papiers de presse, chargé de lutter contre la spéculation sur la matière première au moment où le papier se faisait rare, et la commission de la carte d'identité des journalistes professionnels, élément du statut de journaliste professionnel.

## Montant des subventions
Face à la crise de la presse quotidienne française ainsi qu'à celle de l'audiovisuel, l'État français en 2010 a versé 1,8 milliard d'euros qui se répartissaient en :
1. Aides à la presse écrite (diffusion, pluralisme, modernisation) :
  - Crédits inscrits en loi de finances : 436,9 M€ ;
  - Déficit supporté par La Poste : 399 M€ ;
  - Aides indirectes : 200 M€ ;
  - Allocation forfaitaire journalistes : 20 M€ ;

- Sous-total pour la presse papier et en ligne : 1 055,9 M€
2. Financement de l’audiovisuel : 497,9 M€
3. Audiovisuel extérieur (RFI, France 24 et TV5 Monde) : 199,1 M€
4. Soutien aux radios locales : 29 M€ Fonds de soutien à l'expression radiophonique
5. Les chaînes Public Sénat + La Chaîne parlementaire : 31,6 M€
- Total des subventions : 1 813,5 M€[15].

En 2012, l'État français a versé 1,2 milliard d'euros d'aides directes (70 millions d'euros d'aides au développement du portage, abonnements à l'AFP, 250 millions d'aides versées pour la restructuration de Presstalis) et indirectes (aides postales en avantages tarifaires, taux de TVA réduit à 2,1 % pour la presse papier, allocation forfaitaire journalistes), ce qui représente 11 % du chiffre d’affaires du secteur qui est évalué à près de 10 milliards d'euros.
Ces aides sont ainsi significatives. Les journaux Le Monde et Le Figaro sont les mieux dotés, avec respectivement 18,6 et 18,2 millions d'euros versés.
En témoigne, la part des aides de quelques journaux par exemplaire diffusé (selon la Cour des comptes pour 2013 les données du Ministère de la Culture pour 2016 et 2021) :
| Titre de presse       | 2013        | 2016         | 2021         |
| --------------------- | ----------- | ------------ | ------------ |
| L'Humanité            | 48 centimes | 46 centimes  | 50 centimes  |
| Aujourd'hui en France |             |              | 45 centimes  |
| La Croix              | 32 centimes | 15 centimes  | 17 centimes  |
| Le Nouvel Obs         | 29 centimes | 1,8 centime  | 1,7 centime  |
| Libération            | 24 centimes | 24 centimes  | 24 centimes  |
| L'Express             | 23 centimes | 1 centime    | 6,7 centimes |
| Le Point              | 20 centimes | 1,7 centime  | 7,5 centimes |
| Le Monde              | 19 centimes | 5,5 centimes | 4 centimes   |
| Le Figaro             | 17 centimes | 5,8 centimes | 7 centimes   |
| Ouest-France          | 6 centimes  | 2,1 centimes | 1 centime    |
| Le Parisien           | 4 centimes  | 2,4 centimes | 2,5 centimes |

Pour l'Humanité et La Croix, ces chiffres incluent les « fonds d’aide aux quotidiens nationaux d’information politique et générale à faibles ressources publicitaires » destinés à soutenir les titres qui bénéficient structurellement de recettes publicitaires faibles compte tenu de leur positionnement éditorial. Ces deux journaux ne récoltant respectivement que 11,3 % et 7,3 % de leurs ressources par recettes publicitaires. À cela, s'ajoutaient pour le journal l'Humanité, en 2013 et à l'initiative du gouvernement, une annulation du capital et des intérêts d'un prêt de 4 086 710 euros contracté en mars 2002, ce qui place alors le titre à la première place parmi les 20 titres les plus aidés par exemplaire sur l'année.
En 2021, L'Humanité, Aujourd'hui en France et La Renaissance sont les trois titres de presse ayant le plus bénéficié d’aides directes et indirectes de la part de l'État sur le ratio aides reçues/diffusion annuelle. La même année, les trois titres de presse ayant reçu le plus d'aides (en numéraire) sont Libération (4 998 785 €), La Croix (4 643 306 €) et l'Humanité (4 599 046 €).

## Publication
Le site du Ministère de la Culture publie chaque année le tableau des aides aux journaux,.

## Critiques
Ce système d'aides gouvernementales à la presse écrite a fait l'objet d'observations de la Cour des Comptes dans son rapport 2013 :
- « La presse constitue un secteur économique qui est fortement soutenu par l’État et qui donc en dépend largement. »
- « Pour coûteuses qu’elles soient, les aides à la presse n’ont pas démontré leur efficacité. »

Par ailleurs des critiques sur les répartitions inégales des aides sont régulièrement émises par les journaux s'estimant lésés et souhaitant une réflexion sur les modalités de ces subventions publiques,.
Les critiques portent également sur la propriété des journaux aidés. Ce sont les journaux détenus par des milliardaires qui reçoivent le plus de subventions.
Les critiques s'étendent aux collusions entre les pouvoirs publics et les pouvoirs économiques vis-à-vis de la diffusion de l'information et des médias, aussi appelé le quatrième pouvoir.

## Réforme du système d'aide
Une réforme du système d'aide et notamment du Fonds stratégique pour le développement de la presse a eu lieu en 2016 par décret du 26 août,,.

## Comparaison internationale
Un rapport parlementaire de 2004 met en évidence un niveau élevé d'aides à la presse en France au regard de ses partenaires européens. L'Allemagne, l'Espagne, le Royaume-Uni et la Suisse ne fournissent aucune aide directe à la presse.
Il ressort également de ce rapport que le prix de vente des journaux en France est parmi les plus élevés des pays industrialisés, l'indice du prix des journaux ayant augmenté deux fois plus vite que l'indice général des prix depuis 1970. Le monopole d'embauche du comité intersyndical du livre parisien (CILP) induit des niveaux de salaires avantageux qui représentent 80 % des couts d'impression.